# Laure Sainclair
Laure Sainclair (* 24. Mai 1972 in Rennes; auch Laure Sinclair; eigentlich Laurence Fontaine) ist eine französische Pornodarstellerin.
Sainclair arbeitete Anfang der 1990er-Jahre in Frankreich zunächst als Model. Nach einem spontanen Auftritt 1995 bei einem Striptease-Wettbewerb im Rahmen einer Erotikmesse in Rennes wurde sie vom französischen Pornoregisseur Marc Dorcel zu Testaufnahmen eingeladen. Bereits einen Monat später erschien mit Le Désir dans la Peau der erste Film, der zu einem Erfolg innerhalb des Genres wurde. Auch in Journal d’une infirmière spielte sie die Hauptrolle.
Zwischen 1995 und 1999 entstanden zwölf kommerziell erfolgreiche Filme, die Laure Sainclair international bekannt machten. 1997 wirkte sie zusammen mit Jenna Jameson in dem US-Kassenschlager Wicked Weapon mit.
Sie unternahm auch Versuche, im Mainstream-Kino Fuß zu fassen.

## Auszeichnungen
- 1996: Hot d’Or „Bestes europäisches Starlet“
- 1997: Hot d’Or „Beste europäische Darstellerin“
- 1998: Hot d’Or „Beste europäische Darstellerin“
- 1999: Hot d’Or d’Honneur